# Le Langon
Pour les articles homonymes, voir Langon.
Le Langon est une commune française située dans le département de la Vendée en région Pays de la Loire.

## Géographie

### Localisation
Le territoire municipal du Langon s’étend sur 2 377 hectares. L’altitude moyenne de la commune est de 12 mètres, avec des niveaux fluctuant entre 0 et 39 mètres,.
Le Langon se situe entre Luçon et Fontenay-le-Comte, dans le sud de la Vendée. Cette commune est à la limite du Marais poitevin.

### Communes limitrophes
Les communes limitrophes sont Chaillé-les-Marais, Mouzeuil-Saint-Martin, Petosse, La Taillée, Vouillé-les-Marais, Les Velluire-sur-Vendée et Auchay-sur-Vendée.
|                       | Petosse            | Auchay-sur-Vendée     |
| Mouzeuil-Saint-Martin | Langon             | Le Poiré-sur-Velluire |
| Chaillé-les-Marais    | Vouillé-les-Marais | La Taillée            |

### Climat
Pour des articles plus généraux, voir Climat des Pays de la Loire et Climat de la Vendée.
En 2010, le climat de la commune est de type climat océanique franc, selon une étude du CNRS s'appuyant sur une série de données couvrant la période 1971-2000. En 2020, Météo-France publie une typologie des climats de la France métropolitaine dans laquelle la commune est exposée à un climat océanique et est dans une zone de transition entre les régions climatiques « Bretagne orientale et méridionale, Pays nantais, Vendée » et « Littoral charentais et aquitain ». 
Pour la période 1971-2000, la température annuelle moyenne est de 12,1 °C, avec une amplitude thermique annuelle de 14,4 °C. Le cumul annuel moyen de précipitations est de 780 mm, avec 12 jours de précipitations en janvier et 6,5 jours en juillet. Pour la période 1991-2020, la température moyenne annuelle observée sur la station météorologique de Météo-France la plus proche, « Sainte Gemme la Plaine_sapc », sur la commune de Sainte-Gemme-la-Plaine à 13 km à vol d'oiseau, est de 13,0 °C et le cumul annuel moyen de précipitations est de 809,1 mm,. Pour l'avenir, les paramètres climatiques de la commune estimés pour 2050 selon différents scénarios d'émission de gaz à effet de serre sont consultables sur un site dédié publié par Météo-France en novembre 2022.

## Urbanisme

### Typologie
Au 1er janvier 2024, Le Langon est catégorisée bourg rural, selon la nouvelle grille communale de densité à sept niveaux définie par l'Insee en 2022.
Elle est située hors unité urbaine. Par ailleurs la commune fait partie de l'aire d'attraction de Fontenay-le-Comte, dont elle est une commune de la couronne,. Cette aire, qui regroupe 30 communes, est catégorisée dans les aires de moins de 50 000 habitants,.

### Occupation des sols

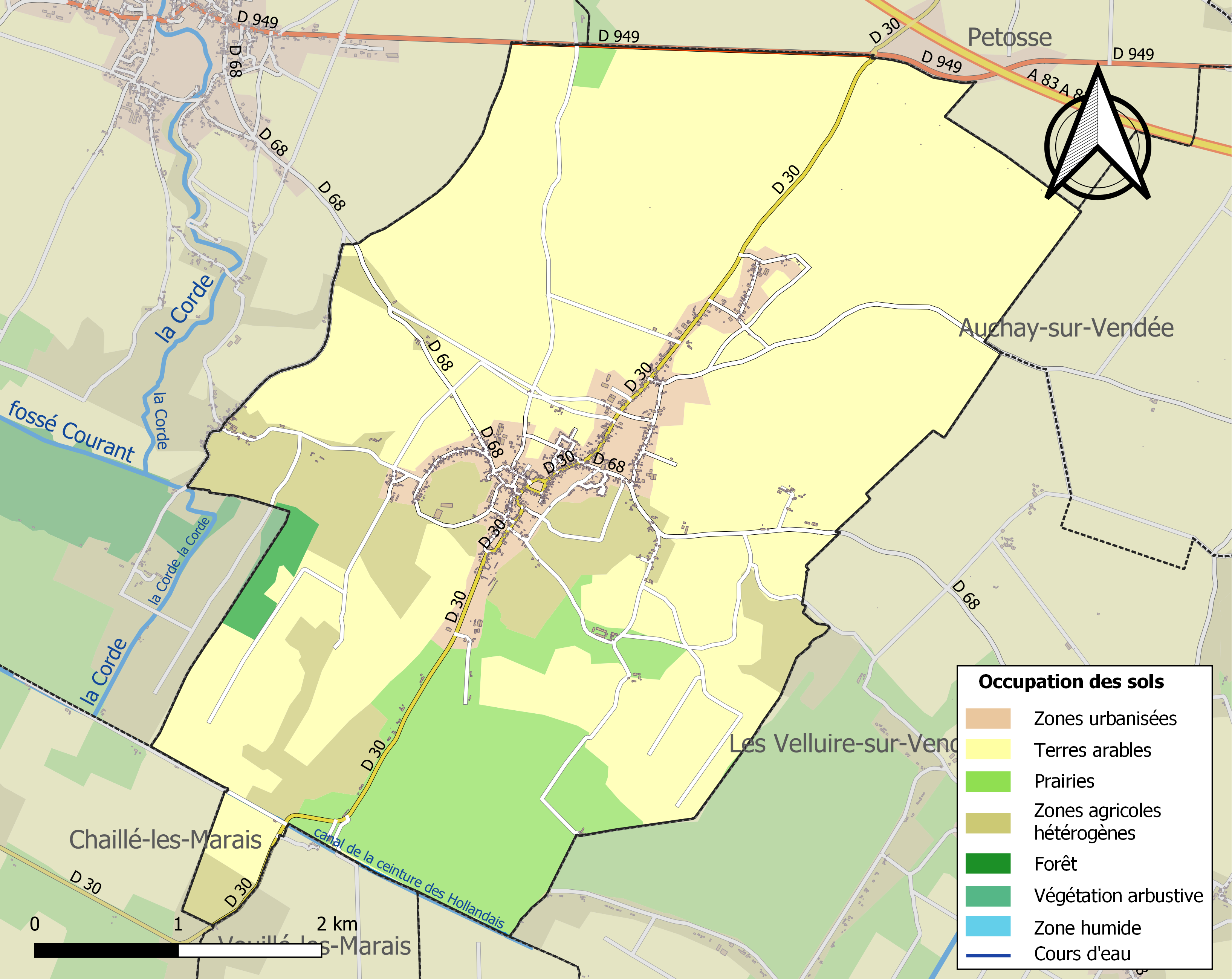
Carte des infrastructures et de l'occupation des sols de la commune en 2018 (CLC).

L'occupation des sols de la commune, telle qu'elle ressort de la base de données européenne d’occupation biophysique des sols Corine Land Cover (CLC), est marquée par l'importance des territoires agricoles (92,6 % en 2018), une proportion sensiblement équivalente à celle de 1990 (93,3 %). La répartition détaillée en 2018 est la suivante : 
terres arables (67,7 %), zones agricoles hétérogènes (12,6 %), prairies (12,3 %), zones urbanisées (6,4 %), forêts (1 %). L'évolution de l’occupation des sols de la commune et de ses infrastructures peut être observée sur les différentes représentations cartographiques du territoire : la carte de Cassini (XVIIIe siècle), la carte d'état-major (1820-1866) et les cartes ou photos aériennes de l'IGN pour la période actuelle (1950 à aujourd'hui).

## Toponymie
Selon la chronique de Benjamin Fillon Le Langon, Véluire et le Poiré (imprimerie de Robuchon, Fontenay-le-Comte, 1867) 
« Le nom celtique de ce très ancien bourg, situé sur les confins de la plaine et du marais méridional de la Vendée, était vraisemblablement Alingo, comme celui de Langon sur Gironde. On en fit d’abord l’Alingon, puis l’Alangon, et enfin le Langon. ».

## Histoire
Le Langon fut une cité gallo-romaine sur le rivage nord du golfe des Pictons. De nombreux bâtiments ont été découverts sur plusieurs dizaines d'hectares ainsi qu'un important mobilier céramique, faunistique...
Cette cité se trouvait sur le parcours d'une voie romaine allant de Jard-sur-Mer (Vendée) à Rom (Deux-Sèvres) où elle rejoignait la voie de Saintes à Poitiers.
On connait bien son tracé par les photographies aériennes réalisées par Maurice Marsac.

## Héraldique
La commune utilise un logo en forme d'écu armorié mais non conforme aux règles héraldiques.

## Politique et administration

### Liste des maires
| Période                                  | Période   | Identité             | Étiquette               | Qualité              |
| ---------------------------------------- | --------- | -------------------- | ----------------------- | -------------------- |
| an XII                                   | 1815      | François Giraudeau   |                         |                      |
| 1815                                     | 1818      | Florent de Guinebaud |                         |                      |
| août 1818                                | oct. 1818 | François Guilbaud    |                         |                      |
| 1818                                     | 1824      | François Giraudeau   |                         |                      |
| 1824                                     | 1825      | Pierre Rivière       |                         |                      |
| 1825                                     | 1830      | Étienne Pelletier    |                         |                      |
| 1830                                     | 1831      | Thomas Rouhaud       |                         |                      |
| 1831                                     | 1843      | Benjamin Bailly      |                         |                      |
| 1843                                     | 1865      | Charles Girard       |                         |                      |
| 1865                                     | 1896      | Jean Coulais         |                         |                      |
| 1896                                     | 1931      | Paul Gourmaud        | Radical de gauche       | médecin              |
| 1931                                     | 1939      | Pierre Guinement     | Radical de gauche       | Vétérinaire          |
| 1939                                     | 1942      | Alfred Chauvet       | Radical de gauche       | Marchand de chevaux  |
| 1942                                     | 1971      | Maurice Coulais      | Parti radical de gauche | Propriétaire terrien |
| 1971                                     | 1983      | André Biet           | PS                      | instituteur          |
| 1983                                     | 1989      | Alain Bienvenu       | Divers droite           | médecin              |
| 1989                                     | 2009      | André Biet           | PS                      | instituteur          |
| 2009                                     | En cours  | Alain Bienvenu,      | DVD                     | médecin retraité     |
| Les données manquantes sont à compléter. |           |                      |                         |                      |

## Population et société

### Démographie

#### Évolution démographique
L'évolution du nombre d'habitants est connue à travers les recensements de la population effectués dans la commune depuis 1793. Pour les communes de moins de 10 000 habitants, une enquête de recensement portant sur toute la population est réalisée tous les cinq ans, les populations de référence des années intermédiaires étant quant à elles estimées par interpolation ou extrapolation. Pour la commune, le premier recensement exhaustif entrant dans le cadre du nouveau dispositif a été réalisé en 2006.

En 2022, la commune comptait 1 050 habitants, en évolution de +0,38 % par rapport à 2016 (Vendée : +5,33 %, France hors Mayotte : +2,11 %).
| 1793  | 1800  | 1806  | 1821  | 1831  | 1836  | 1841  | 1846  | 1851  |
| ----- | ----- | ----- | ----- | ----- | ----- | ----- | ----- | ----- |
| 1 399 | 1 434 | 1 443 | 1 560 | 1 685 | 1 538 | 1 595 | 1 647 | 1 609 |

| 1856  | 1861  | 1866  | 1872  | 1876  | 1881  | 1886  | 1891  | 1896  |
| ----- | ----- | ----- | ----- | ----- | ----- | ----- | ----- | ----- |
| 1 594 | 1 565 | 1 563 | 1 511 | 1 530 | 1 527 | 1 532 | 1 555 | 1 528 |

| 1901  | 1906  | 1911  | 1921  | 1926  | 1931  | 1936  | 1946  | 1954  |
| ----- | ----- | ----- | ----- | ----- | ----- | ----- | ----- | ----- |
| 1 515 | 1 493 | 1 409 | 1 323 | 1 295 | 1 218 | 1 141 | 1 080 | 1 145 |

| 1962  | 1968  | 1975 | 1982 | 1990 | 1999  | 2006  | 2011  | 2016  |
| ----- | ----- | ---- | ---- | ---- | ----- | ----- | ----- | ----- |
| 1 097 | 1 024 | 953  | 946  | 945  | 1 010 | 1 052 | 1 112 | 1 046 |

| 2021  | 2022  | - | - | - | - | - | - | - |
| ----- | ----- | - | - | - | - | - | - | - |
| 1 031 | 1 050 | - | - | - | - | - | - | - |

#### Pyramide des âges
En 2018, le taux de personnes d'un âge inférieur à 30 ans s'élève à 30,2 %, soit en dessous de la moyenne départementale (31,6 %). De même, le taux de personnes d'âge supérieur à 60 ans est de 30,7 % la même année, alors qu'il est de 31,0 % au niveau départemental.
En 2018, la commune comptait 515 hommes pour 496 femmes, soit un taux de 50,94 % d'hommes, largement supérieur au taux départemental (48,84 %).
Les pyramides des âges de la commune et du département s'établissent comme suit.
| Hommes | Classe d’âge | Femmes |
| ------ | ------------ | ------ |
| 0,8    | 90 ou +      | 0,6    |
| 8,5    | 75-89 ans    | 11,7   |
| 19,5   | 60-74 ans    | 20,4   |
| 23,0   | 45-59 ans    | 24,7   |
| 15,9   | 30-44 ans    | 14,6   |
| 16,6   | 15-29 ans    | 12,9   |
| 15,7   | 0-14 ans     | 15,0   |

| Hommes | Classe d’âge | Femmes |
| ------ | ------------ | ------ |
| 0,8    | 90 ou +      | 2,2    |
| 8,7    | 75-89 ans    | 11,1   |
| 20,3   | 60-74 ans    | 21,3   |
| 20     | 45-59 ans    | 19,4   |
| 17,5   | 30-44 ans    | 16,8   |
| 15     | 15-29 ans    | 13,2   |
| 17,7   | 0-14 ans     | 16,1   |

## Lieux et monuments

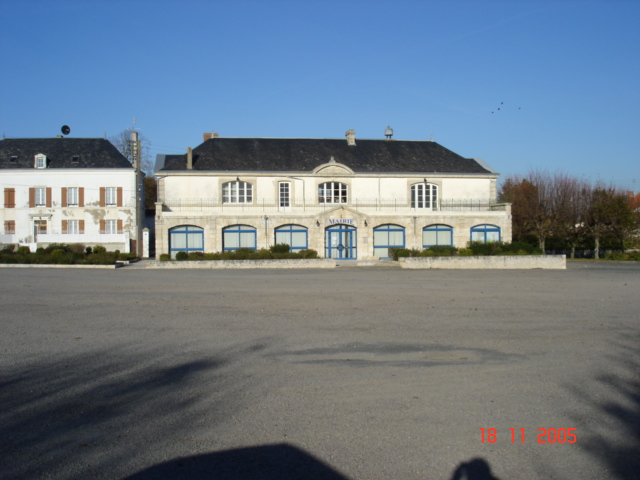
Mairie.
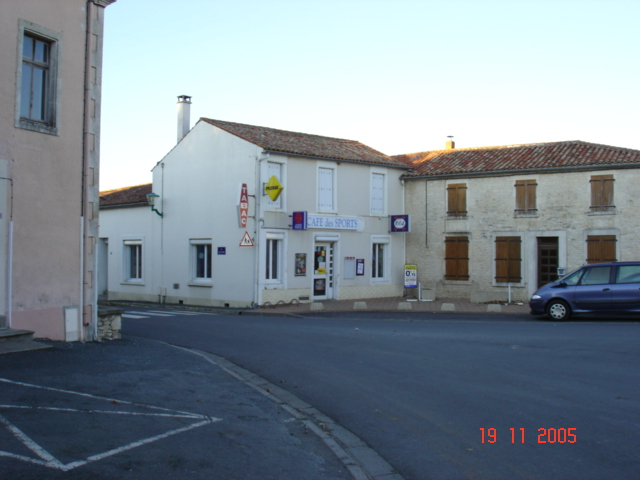
Café.
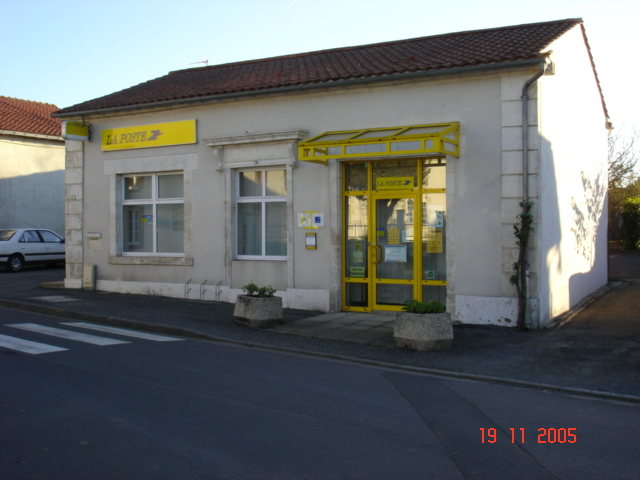
La Poste.

Personnalités
- Jacques Arnoux, né au Langon (1938-2019), athlète français, spécialiste de la marche,sacré champion de France du 20 km marche en 1970 et 1971, et du 50 km marche en 1960, 1961, 1963, 1964 et 1966.